# Friedrich Boie
Friedrich Boie (4 de junho de 1789 – 3 de março de 1870) foi um entomologista, herpetologista, ornitólogo e advogado alemão. Ele nasceu em Meldorf in Holstein e morreu em Kiel. Friedrich Boie era irmão de Heinrich Boie.
Em 1860, Friedrich Boie foi eleito membro da Academia Alemã de Ciências Leopoldina.
Friedrich Boie foi o autor de Versuch eines Systems der Amphibien de Bemerkungen über Merrem (Isis von Oken 1827) e Auszüge aus dem System der Ornithologie (Isis von Oken 1844).
Friedrich Boie foi o autor de várias novas espécies e novos gêneros de pássaros, incluindo o gênero de colibri Glaucis, o gênero de andorinha Progne, o gênero de cuckooshrike Minivet, o gênero de passeriformes Lipaugus, o gênero de coruja Athene e o gênero de cuco Chrysococcyx. Além disso, ele e seu irmão Heinrich, trabalhando juntos, descreveram cerca de 50 novas espécies de répteis.
Uma espécie de lagartixa indiana, Cnemaspis boiei, é nomeada em homenagem a Friedrich Boie ou seu irmão Heinrich Boie.